# Evangeliario dell'Incoronazione
L'Evangeliario dell'Incoronazione, conservato nel Kunsthistorisches Museum di Vienna, forse venne realizzato da artisti stranieri, greci o romani educati in scuole greche, ad Aquisgrana nel 793 circa.
L'opera venne trovata da Ottone III, in occasione dell'apertura della tomba di Carlo Magno ad Aquisgrana nell'anno 1000, nel sepolcro imperiale. Rimase poi nel tesoro della cattedrale di Aquisgrana fino al 1794.
Il testo, scritto con inchiostro d'oro e d'argento su pergamena purpurea, si struttura su un'unica colonna. All'inizio sono sedici cartaglorie, mentre in cima alle rispettive sezioni sono le figure degli evangelisti, incorniciati da una cornice d'argento con bordi dorati, scanalata e ornata con palmette. 
Queste figure sono abbastanza singolari rispetto alla miniatura immediatamente precedente,  rappresentano una fase dell'arte della miniatura carolingia che viene fatta coincidere con la committenza del figlio di Carlo Magno, Ludovico il Pio, dove per la prima volta si cercò di penetrare l'arte antica anche riproducendone i caratteri stilistici. 
Negli evangelisti il colore denso e pastoso crea un volume reale, una vera plasticità evidenziata anche dai realistici panneggi, probabilmente ispirati a figure di filosofi seduti di opere ellenistiche che ancora circolavano in Oriente.  
La figura massiccia di Giovanni evangelista per esempio, avvolta in una tunica bianca e toga, siede su un trono all'interno di questa cornice mentre con la penna nella mano destra indica il libro ancora chiuso, che tiene nella sinistra. con sullo sfondo un bosco scuro in fiamme davanti al firmamento blu.